# Sacha Poutria
Sacha (Alexandra ou Olexandra) Poutria (en russe : Саша (Александра) Евгеньевна Путря ; en ukrainien : Саша (Олександра) Євгеніївна Путря), née le 2 décembre 1977 à Poltava et morte le 24 janvier 1989, est une artiste ukrainienne de citoyenneté soviétique.

## Biographie
Sacha Poutria, fille d'un peintre et d'une professeure de musique, commence à dessiner à l'âge de trois ans. Elle a cinq ans quand une leucémie lymphoblastique aiguë lui est diagnostiquée.
Au cours de ses quelques années d’existence, elle réalise 2 279 œuvres. Y figurent notamment 46 albums de dessins, de caricatures et de poèmes, des objets en métal repoussé, des broderies, des tressages de perles et de pierres de couleur, des gravures sur bois, des modelages et des peluches. Elle réalise aussi des dessins techniques, dans le but déclaré d'aider les adultes à atteindre la Lune et à construire des routes asphaltées sans fissures. Ses auteurs préférés sont Victor Hugo, Alexandre Pouchkine, Nicolas Gogol, Mark Twain, Alexandre Dumas, Robert Stevenson et Mayne Reid,.

## Reconnaissance posthume
En 2005 et depuis sa mort en 1989, 112 expositions avaient présenté ses œuvres, dans dix pays. L'Autriche a émis une enveloppe postale pré-timbrée et une série de timbres sur ses dessins. Sa vie a fait l'objet d'un récit et de cinq films documentaires. Son école maternelle lui a consacré un musée. Le ministère ukrainien de la Culture a déclaré l'ensemble de ses oeuvres propriété d'État. Le musée d'art de Poltava a ouvert pour les enfants une salle Sacha Poutria, où des expositions et des concours de peinture sont régulièrement organisés. À Moscou, le musée Roerich (ru) a inauguré  en mai 2014 une exposition commémorative à son sujet. Le 20 mai 2016, la rue Plekhanov de Poltava a été rebaptisée rue Poutria.